# 安东·西卢安诺夫
安东·格尔马诺维奇·西卢安诺夫（俄语：Антон Германович Силуанов，1963年4月12日—），现任俄羅斯聯邦財政部部长。他于2011年9月27日接替阿列克谢·库德林担任代理财政部长，由时任俄罗斯总理弗拉基米尔·弗拉基米罗维奇·普京任命。他曾担任俄罗斯联邦第一副总理。

## 生平
2020年1月15日，俄罗斯联邦总统弗拉基米尔·普京在俄羅斯聯邦會議发表年度国情咨文时提议修改俄罗斯联邦宪法。当天，俄罗斯联邦总理德米特里·梅德韦杰夫宣布联邦政府全体辞职。21日，俄罗斯总统弗拉基米尔·普京签署命令，任命安德烈·雷莫维奇·别洛乌索夫为俄罗斯联邦第一副总理。安东·西卢安诺夫虽不再担任第一副总理，留任财政部长。